# Salinely
Salinely (Monoblastozoa) jsou hypotetický kmen živočichů (Metazoa). Zahrnuje jediný druh nalezený roku 1892 Johannesem Frenzelem v solných pláních v Argentině. Frenzel organismus krátce pěstoval v laboratoři a popsal jako Salinella salve. Žádná další pozorování z pozdější doby nejsou známa a skutečná existence nového živočišného kmene i samotného druhu je zpochybňována, podle Mezinárodních pravidel zoologické nomenklatury se jedná o nomen dubium.
Salinella má disponovat řadou primitivních znaků. Tělo má tvořit jediná vrstvá buněk a kolem ústního a řitního otvoru mají vyrůstají řasinky. Rozmnožování má probíhat příčným dělením těl, o pohlavním rozmnožováním nejsou důkazy.
Hledáním domnělého druhu Salinella salve se v Argentině zabývá malakolog Michael Schrödel ze Bavorského státního zoologického muzea.
Někteří taxonomové hledali spojitost mezi salinelou a polyfyletickým kmenem morulovci (Mesozoa).